# Умэки, Мами
Мами Умэки (яп. 梅木 真美 Умэки Мами, 6 декабря 1994, Оита, Япония) — японская дзюдоистка, чемпионка мира (2015), бронзовый призёр Универсиады (2013) и Азиатских игр (2014), многократная победительница национального первенства.
Выступает в весовой категории до 78 кг.
На чемпионате мира 2021 года, который проходил в Венгрии в Будапеште, в июне, Мами завоевала бронзовую медаль в весовой категории до 78 кг, победив в схватке за третье место украинскую спортсменку Анастасию Турчин.